# Izlučni turnir 1987. za olimpijski turnir u hokeju na travi za žene
1. izlučni turnir za olimpijski turnir u hokeju na travi za žene se održao 1987., a najuspješnije djevojčadi su stjecale pravo sudjelovati na OI 1988. u Seulu.

## Mjesto održavanja
Turnir se održao u travnju 1987. u škotskom gradu Edinburghu.

## Natjecateljski sustav
Sudjelovalo je 6 djevojčadi koje su igrale međusobno po jednostrukom ligaškom sustavu. Najboljih pet djevojčadi je stjecalo pravo sudjelovati pravo na OI, pored djevojčadi koje su to pravo izravno izborile: kontinentalnim prvakinjama Argentini i Australiji, domaćinkama J. Koreji te svjetskim prvakinjama i braniteljicama naslova Nizozemskoj.

## Sudionice
Sudjelovale su Kanada, SR Njemačka, Uj. Kraljevstvo, SAD, Irska i Španjolska.

## Konačna ljestvica
| Mjesto | Djevojčad       |
| ------ | --------------- |
| 1.     | SAD             |
| 2.     | Kanada          |
| 3.     | Uj. Kraljevstvo |
| 4.     | SR Njemačka     |
| 5.     | Irska           |
| 6.     | Španjolska      |

Prve četiri djevojčadi (SAD, Kanada, Uj. Kraljevstvo i SR Njemačka) su izborile pravo sudjelovati na OI 1988. u Seulu.